# Malé Žabie pleso Mengusovské
Malé Žabie pleso Mengusovské je jezero ve skupině Žabích ples Mengusovských v Kotlině Žabích ples, která tvoří boční větev Mengusovské doliny ve Vysokých Tatrách na Slovensku. Má rozlohu 1,2060 ha. Je 160 m dlouhé a 105 m široké. Dosahuje maximální hloubky 12,6 m a objemu 45 696 m³. Leží v nadmořské výšce 1919,5 m.

## Okolí
Na východě se zvedají stěny hřebene Kôpek a skalní práh Dolinky pod sedlem Váha, ve které se nachází chata pod Rysmi. Na severu se výše se kotlina rozděluje a mírně stoupá k hraničnímu hřebeni s výraznými vrcholy Žabí Kôň, Žabia veža a Volia veža, které jsou oblíbeným cílem horolezců. Hraniční hřeben odděluje Mengusovskou dolinu od Doliny Rybiego potoku v Polsku. Na západě se zvedá v několika stupních rameno Mengusovského Volovce. Na jih se táhne Mengusovská dolina.

## Vodní režim
Pleso nemá žádný viditelný přítok. Odtéká z něj Žabí potok, který níže v Mengusovské dolině ústí do Hincova potoku. Okolí plesa je kamenité. Rozměry jezera v průběhu času zachycuje tabulka:
| Rok     | Měření prováděl   | Rozloha ha | Délka m | Šířka m | Hloubka max.m | Objem m³ |
| ------- | ----------------- | ---------- | ------- | ------- | ------------- | -------- |
| 1928    | Josef Schaffer    | 1,1252     | 141     | 112     | 12,8          | —        |
| 1961–67 | pracovníci TANAPu | 1,189      | 160     | 105     | 12,6          | —        |
| 2005    | Gregor, Pacl      | 1,2060     | —       | —       | 12,6          | 45 696   |

## Přístup
Přístup je možný pěšky jen k nedaleko ležícímu Veľkému Žabímu plesu Mengusovskému a to pouze v letním období od 16. června do 31. října. Výstup je možný od rozcestí nad Popradským plesem:
- po  modré turistické značce k rozcestí nad Žabím potokem (0:30) a dále
  - po  červené turistické značce (1:00), která pokračuje dále k chatě pod Rysmi na Rysy a do Polska.

K rozcestí nad Popradským plesem je možné se dostat od:
- Popradského plesa po  červené turistické značce (0:05),
- Štrbského plesa po  červené turistické značce (1:40),
- železniční zastávky Popradské Pleso po  modré turistické značce k rozcestí nad Popradským plesem (1:20).